# Klub sběratelů kuriozit
Klub sběratelů kuriozit, také známý jako KSK Praha, je největší sběratelský klub v České republice.

## Historie
V roce 1965 klub založila skupina sběratelů v Praze, první dva roky byl činný v Obvodním kulturním domě Prahy 3. Od roku 1971 se jeho zřizovatelem na dlouhá léta stal ÚKDŽ (Ústřední kulturní dům železničářů) v Praze 2. Díky velkému zájmu se stal brzy klubem s celostátní působností. V roce 1986 se od klubu oddělila sekce autogramů a vznikl samostatný Klub sběratelů autogramů. V roce 1992 se Klub sběratelů kuriozit zaregistroval u Ministerstva vnitra jako samostatné občanské sdružení. 
Klub sběratelů kuriozit je v současnosti[kdy?] největším sběratelským klubem v České republice a má zhruba 1 000 členů, kteří se zabývají více než 200 sběratelskými obory. Velkou část členské základny tvoří sběratelé, kteří se zabývají originálními tématy a jejich sbírky jsou v řadě případů i mezinárodně známé.

## Struktura
Klub je řízen svým 12členným výborem, v jehož čele stojí Luboš Čech. Od svých počátků se sběratelé sdružovali do jednotlivých sekcí. Pojmenování a složení sekcí prochází stále vývojem, v posledních letech to jsou sekce kapesních kalendáříků, modelů a figurek, pivních suvenýrů, pohlednic a sýrových etiket. Mimo tyto sekce se svým vedením jsou zde okruhy sběratelů např. čepelkových obalů, čokoládových obalů, kuřáckých potřeb, které mívaly zpravidla své sekce také. Klub pořádá četná sběratelská setkání, většinou zaměřená na jednotlivé příbuzné sběratelské obory, a to i mimo Prahu.

## Předsedové Klubu sběratelů kuriozit
1. Ladislav Likler 1965–2016[2]
2. Luboš Čech 2016–

## Publikační činnost
Klub vydává přes 40 let klubový časopis Sběratel, zpočátku černobílý, nyní vychází i s barevnými stránkami. Časopis přináší odborné články o sběratelství, informace o termínech sběratelských setkání v rámci celé republiky, klubové zprávy a inzerci. Po dobu své činnosti vydal několik desítek odborných sběratelských publikací, ročenek, katalogů. Své odborně zaměřené věstníky vydávaly a mezi své členy distribuovaly i jednotlivé sekce. O největších či originálních sbírkách často publikují mnoho článků různé noviny, časopisy, televizní stanice.

## Ocenění
Klub pořádá každé tři roky akci SBĚRATELSTVÍ, při které se vytipují největší sbírky ve větších sběratelských oborech a nebo originální a nebo specializované sbírky mají možnost získat ocenění Pozoruhodná sbírka. Mnohé takto oceněné sbírky se stávají exponáty výstav či součástí sbírkových fondů museí.
Dříve byla udílena cena pojmenovaná podle doyena klubu, sběratele autogramů a vydavatele bibliofilských edicí díla Jaroslava Seiferta, Cena Jana Formandla.